# 도시마정 (효고현)
도시마정(富島町)은 효고현 쓰나군에 설치되었던 정이다. 현재의 아와지시에 해당한다.

## 역사
- 1889년 4월 1일 - 정촌제 시행에 의해 쓰나군 도시마촌이 성립하였다.
- 1924년 4월 1일 - 정으로 승격해 도시마정이 되었다.
- 1955년 3월 22일 - 아사노촌, 이쿠와촌, 니이촌, 노지마촌, 무로쓰촌과 합병해 호쿠단정이 성립, 동일 도시마정은 폐지되었다.

## 교통

### 도로
현재는 고베 아와지 나루토 자동차도가 구촌 지역을 통과하고 있지만, 당시에는 미개통이었다. 

## 참고문헌
- 角川日本地名大辞典 28 兵庫県